# Велико-Каракубська волость
Велико-Каракубська волость — історична адміністративно-територіальна одиниця Маріупольського повіту Катеринославської губернії із центром у селі Велико-Каракубське.
Утворена на початку 1910-тих років виокремленням із Бешівської волості.